# Archeosmylus costalis
Archeosmylus costalis là một loài côn trùng trong họ Archeosmylidae thuộc bộ Neuroptera. Loài này được Riek miêu tả năm 1955.